# 36 China Town
36 China Town (Hindi 36 चाइना टाउन) ist ein Bollywoodfilm aus dem Jahr 2006 und basiert auf dem US-amerikanischen Film Es war einmal ein Mord. Der Film war finanziell recht erfolgreich in den Kinos.

## Handlung
Die Casinobesitzerin Sonia Chang gibt eine Vermisstenanzeige auf, da ihr kleiner Sohn Vicky schon seit Tagen verschwunden ist. Als Finderlohn setzt sie 2,5 Millionen Rupien aus. Für Priya kommt diese Nachricht ganz recht, denn sie findet den kleinen Jungen. Noch hat sie sich zu früh gefreut, denn der Möchte-Gern-Schauspieler Raj Malhotra kommt ihr in die Quere und will auch einen Anteil an dem Finderlohn. So machen sie sich gemeinsam auf dem Weg nach Goa, um Vicky dort bei seiner Mutter abzuliefern.
Doch da trifft sie der Schlag: In der Villa, 36 China Town, finden sie Sonia tot auf. Dies ist nun ein Fall für Inspektor Karan, der auch schon bald auf eine ganze Serie von Verdächtigen stößt. Neben Priya und Raj sind dies der Tollpatsch K. K. und seine Ehefrau Ruby, der Playboy Rocky, sowie auch der spielsüchtige Natwar und seine jüngere Frau Gracy. Fast alle haben Spuren in dem Haus hinterlassen und so Mühe ein glaubwürdiges Alibi zu präsentieren.
Nach längerer Recherche entlüftet Karan die wahren Mörder. Hinter dem Mord stecken nämlich Sonias Hausangestellte Mr. und Mrs Lobo. Ihr Motiv war Sonias Reichtum, welches ihnen testamentarisch zugeschrieben worden wäre, wenn Vicky nicht aufgetaucht wäre. Die Verdächtigen sind erleichtert und Priya und Raj adoptieren sogar den kleinen Vicky, der ihnen richtig ans Herz gewachsen ist.

## Musik
| Songtitel                       | Sänger/in                          |
| ------------------------------- | ---------------------------------- |
| Aashiqui Meri                   | Himesh Reshammiya, Sunidhi Chauhan |
| 24x7 I Think of You             | Shaan, Sunidhi Chauhan             |
| Jab Kabhi                       | Kunal Ganjawala, Alka Yagnik       |
| Dil Tumhare Bina/Rock Your Body | Himesh Reshammiya, Alka Yagnik     |
| Badi Dilchaspi Hai              | K K, Arya                          |
| Aashiqui Meri Akbar-Sami-Remix  | Himesh Reshammiya, Sunidhi Chauhan |

Von allen Songs existieren auch Remix-Versionen. Die Remix-Version von  Aashiqui Meri Akbar-Sami-Remix  ist im Abspann zu hören.

## Kritik
(…) Trotz all diesen durchaus unterhaltsamen Elementen schöpft „36 China Town“ sein Potenzial letztendlich nicht aus. Das Tempo ist etwas gedrosselt, der Mittelteil öde, die Auflösung zu banal und manche Pointe ein Schuss ins Leere. Davon abhalten sollten sich Freunde von Krimikomödien indes nicht, denn es gibt ein paar gute Momente zum Schmunzeln sowie einen stattlichen Aufmarsch von Stars. Und dazwischen die Musik von Himesh Reshammiya, dich sich ganz besonders lohnt. (von molodezhnaja.ch)

## Auszeichnungen
Zee Cine Award
- Zee Cine Award/Bester Debütant an Upen Patel

Global Indian Film Award
- bester Debütant an Upen Patel

Bollywood Movie Award
- Bollywood Movie Award/Bester Debütant an Upen Patel

IIFA Award
- IIFA Award/Bester Debütant an Upen Patel

Nominierung
Filmfare Award 2007
- Filmfare Award/Beste Playbacksängerin an Sunidhi Chauhan für  Aashiqui Meri